# الأغورا القديمة في أثينا
الأغورا القديمة في أثينا الكلاسيكية هو أفضل مثال معروف حالياً للأغورا القديمة في اليونان، موجودة في الشمال الغربي من أكروبوليس أثينا ومحدودة من الشمال بالتلال المُسماة أغورايوس كولونوس، وتسمي أيضاً تلة المتاجر. استعمال الأغورا الأساسي كان أنه مكان للتجمع الثقافي، والاقتصادي، والمدني.

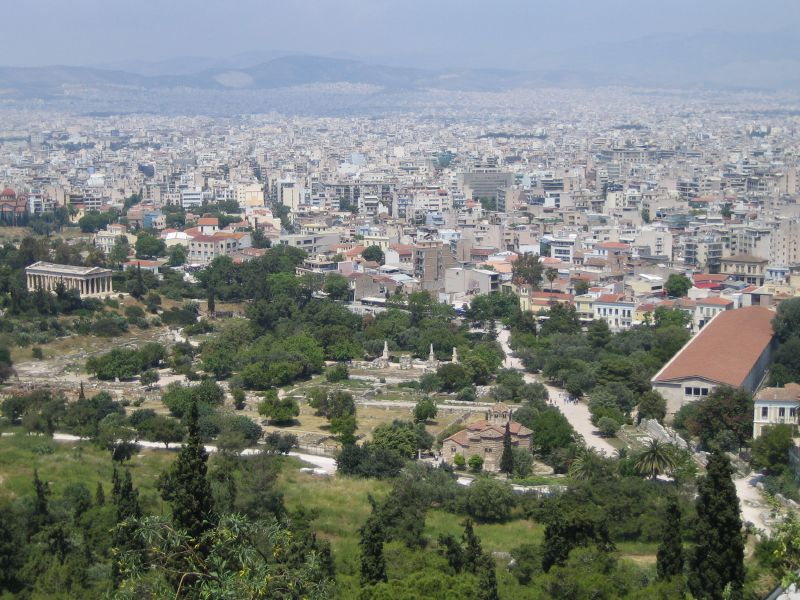
مظهر من أغورا أثينا تُظهر معبد هيفيستوس على اليسار وعلى اليمين يظهر رواق أتالوس.